# جيورجي باغراتيوني (مواليد 2011)
جيورجي باغراتيوني (بالجورجية: გიორგი ბაგრატიონი) ومعروف أيضا باسم جيورجي بغرأيشن باغراتيوني (من مواليد 27 سبتمبر 2011) هو أمير جورجي من سلالة باغراتيوني.